# Museu de les Arts Decoratives
El Museu de les Arts Decoratives fou un museu obert el 1932 al Palau Reial de Pedralbes, i tancat a finals del 2012 per a passar a formar part del Museu del Disseny de Barcelona, conjuntament amb el Museu Tèxtil i d'Indumentària i el Gabinet de les Arts Gràfiques. Constava de dues exposicions permanents, amb 739 peces en total, dedicades d'una banda a l'evolució de les arts de l'objecte -des del Romànic fins al naixement del disseny de producte- i, de l'altra, al disseny industrial a Espanya. A més, comptava amb un fons important de disseny industrial (més de 1.400 peces) i d'arts decoratives (unes 6.000 peces) que s'agrupa en les col·leccions de disseny de producte, bacines, carruatges, mobles, paper pintat, rellotges, tapissos i vidres.

## Història
Ell seu origen es remunta a l'Exposició Universal de 1888. En finalitzar aquest esdeveniment, l'Ajuntament de Barcelona va decidir la reunió dediferents col·leccions de béns culturals i obrir diversos centres museístics. Així, l'any 1902 es va crear el Museu d'Art Decoratiu i Arqueològic a l'antic arsenal de la Ciutadella, format per un conjunt de col·leccions molt heterogènies. L'arquitecte i regidor de Barcelona en aquells moments, Josep Puig i Cadafalch, va dissenyar i planificar el museu a tots els nivells, des del muntatge museogràfic fins a les vitrines que contenien els objectes. El seu fons es va començar a incrementar amb l'adquisició de lots d'Andreu Massot (13 peces) i d'Enric March. Acabada la Primera Guerra Mundial ingressaren al museu dos grups de peces de gran qualitat procedents de les col·leccions March i Quer amb 56 i 114 peces, respectivament, tot i que el gruix de la col·lecció es va format amb la incorporació el 1924 de la col·lecció d'Emili Cabot i Rovira, amb 318 peces que havia reunit al llarg de la seva vida.
L'any 1932, el Museu d'Art Decoratiu i Arqueològic va patir una reestructuració completa del seu fons i es va desmantellar. Les col·leccions es van traslladar a Montjuïc per a constituir, d'una banda, el Museu Nacional d'Art de Catalunya i de l'altra, el Museu d'Arqueologia de Catalunya. Els objectes que no s'incloïen ni en la categoria de les belles arts ni en la del material arqueològic, es van portar al Palau Reial de Pedralbes per decisió de la Junta de Museus, formant-se així l'actual Museu de les Arts Decoratives.
L'any 1936, amb l'esclat de la Guerra Civil espanyola, es va tancar el museu i es va traslladar el seu fons a Olot per garantir-ne la salvaguarda durant el conflicte. Un cop finalitzada la guerra, el Palau de Pedralbes es va convertir en la residència barcelonina del nou cap de l'Estat, Francisco Franco Bahamonde, de manera que el Museu de les Arts Decoratives es va quedar sense seu.
L'any 1949, es va reobrir el museu en un nou emplaçament, el Palau de la Virreina, on es van organitzar els espais expositius de manera similar a com estaven a la seu anterior. Durant aquest període, els fons del museu van créixer considerablement amb la incorporació de diverses col·leccions, com ara el lot de mobiliari provinent de la col·lecció de Maties Muntadas, o el mobiliari obra de Francesc Vidal pertanyent a la col·lecció Bertrand i Mata.
L'any 1985, però, es va decidir un nou ús municipal per a la Virreina i el Museu de les Arts Decoratives va haver de tancar les portes de nou. Les col·leccions van ser traslladades altre cop al Palau de Pedralbes i es van emmagatzemar a les reserves d'aquest edifici durant una dècada.
L'any 1995, el museu va tornar a obrir al públic, tot recuperant els espais expositius del Palau de Pedralbes i incorporant com a novetat una important col·lecció de disseny industrial espanyol.
El Museu de les Arts Decoratives va compartir el seu emplaçament amb el Museu Tèxtil i d'Indumentària i el Gabinet de les Arts Gràfiques, amb els quals formà part del Museu del Disseny de Barcelona.

## Exposicions permanents

### De l'objecte únic al disseny de producte
És l'exposició permanent del Museu de les Arts Decoratives i planteja un recorregut cronològic en dues parts. La primera part mostra, amb l'exhibició de 297 peces, l'evolució de les arts de l'objecte des del romànic fins al Romanticisme, i el naixement del disseny de producte amb la Revolució Industrial de l'Europa Occidental, posant l'accent en la producció catalana. Els objectes exposats són majoritàriament de l'àmbit civil i d'ús domèstic i les diferents tipologies d'objectes es presenten conjuntament en cada àmbit en un intent d'explicar la vida quotidiana i la producció, artesanal primer i industrial a partir del segle xix. Així s'hi pot trobar des dels mobles de les cases riques i benestants, com caixes de núvia, llits, cadires i tocadors, fins als més diversos objectes de la llar i de l'ús personal, com vaixelles, ventalls o rellotges. El segon àmbit de l'exposició se centra sobretot en el desenvolupament del disseny de producte amb l'exhibició de 442 peces que són una mostra representativa del disseny industrial a Espanya. Conceptualment l'exposició fa un recorregut pel producte dissenyat tot contextualitzant-lo socialment a Barcelona, en particular, i Espanya en general.

### Peces destacades
- Tamboret Frenesí
- Tamboret Dúplex